# Simon (Bischof, Dunblane)
Simon (auch Symon oder Symeon) († um 1196) war ein schottischer Geistlicher. Ab etwa 1178 war er Bischof von Dunblane.
Simon stammte aus England und war vermutlich anglonormannischer Abstammung. Er wurde 1179 während des Dritten Laterankonzils zum Bischof geweiht, dabei war er zuvor bescheiden zu Pferd oder gar zu Fuß nach Rom gereist. Von Simon sind drei Urkunden bekannt, dazu bezeugte er mindestens vier weitere Urkunden. Dabei wurden zwei seiner Urkunden sowohl von Amtsträgern der Kathedrale von Dunblane, aber auch von Culdeer aus Muthill bezeugt. Dies gilt als Beleg dafür, dass in der Region die keltisch-christlichen Gemeinschaften der Culdeer trotz der Errichtung des lateinischen Bistums Dunblane zunächst weiterbestanden. Noch um 1195 bezeugte Simon eine Urkunde seines Patronatsherrn Gilbert, 3. Earl of Strathearn.